# Ludična drža
Ludična drža je psihološki odnos, ki se zahteva od igralca, ko vstopi v igro. Zavzeti takšno držo pomeni sprejeti konstitutivna pravila igre, ki takšno dejavnost naposled šele omogočijo. Če posameznik ne bi upošteval konstitutivnih pravil igre, ki se je udeleži, potlej tovrstna dejavnost ne bi bila mogoča.
Izraz je skoval Bernard Herbert Suits v knjigi Muren: igre, življenje in utopija, ki je bila v slovenskem prevodu objavljena leta 2020 in v kateri opredeljuje igranje igre kot »prostovoljni poskus premagovanja nepotrebnih ovir«. Ponuja tudi popolnejšo definicijo:
»Igrati igro pomeni poskus, da dosežemo določeno stanje stvari (predludični cilj) na tak način, da uporabimo le sredstva, ki jih dovoljujejo pravila (ludična sredstva), s tem da pravila onemogočajo uporabo učinkovitejših sredstev namesto manj učinkovitih (konstitutivna pravila) in pravila sprejmemo samo zato, ker takšno dejavnost šele omogočajo (ludična drža).«